# Alfred Bachelet
Alfred Bachelet (París, 26 de febrer de 1864 - Nancy (Gran Est), 10 de febrer, 1944), va ser un compositor, director d'orquestra i professor francès.

## Biografia
Bachelet va estudiar música al Conservatori de París amb Ernest Guiraud i va obtenir el 1890 amb la seva cantata Cléopâtre, amb un text de Fernand Beissier, el Grand Prix de Rome de composició, (un segon primer gran premi, sent el primer gran preumi Gaston Carraud). Va ser mestre de cor, i des de 1907 director de l'Òpera de París.
El 19192, Alfred Bachelet va succeir a Guy Ropartz com a director del conservatori de Nancy, càrrec que va ocupar fins a la seva mort el 1944. Nomenat cavaller de l'ordre de la Legió d'Honor el 1920, va ser ascendit a oficial el 1932. El 1929, va ser elegit membre de l'Acadèmia de Belles Arts, a la càtedra d'André Messager.
Va morir el 10 de febrer de 1944 a Nancy.

Com a compositor, Bachelet és autor de tres òperes, escrites
| « | "sense la més mínima concessió al gust popular, però tanmateix rica en melodies entranyables" | » |

obres simfòniques i corals, música de ballet i melodies. El seu poema líric Sûryâ va ser considerat pel crític musical Gustave Samazeuilh com una obra clau de la música francesa en l'època de la Segona Guerra Mundial. La seva melodia Chère nuit (1897), composta per a la cantant Nellie Melba, va tenir un èxit internacional i encara avui s'enregistra regularment.
La ciutat de Nancy va donar el seu nom a una plaça del barri dels músics, inaugurada el 2012.

## Obres
Entre les seves composicions hi ha:
Drames lírics

- Scemo, creada à l'Òpera Garnier (Òpera de Paris), 6 maig 1914
- Quand la cloche sonnera,[13] llibret de Yoris d'Hansewick i Pierre de Wattyne, drama musical en un acte, Opéra-Comique, 6 novembre 1922
- Un jardin sur l'Oronte, llibret de Franc-Nohain segons Maurice Barrès, Òpera, 3 novembre 1932

Ballets

- Fantaisie nocturne, à l'Opéra-Comique, 1944
- La Fête chez la Pouplinière i Castor et Pollux de Rameau (adaptat i reescrit)

Música simfònica

- Ballade per a violí i orquestra